# Canadian Kennel Club
Canadian Kennel Club czyli CKC – największa organizacja kynologiczna w Kanadzie skupiająca ponad 25 000 indywidualnych członków i ponad 700 klubów ras w Kanadzie (dane z 2004); non-profit; zajmuje się promowaniem hodowli psów rasowych - prowadzi pod auspicjami kanadyjskiego ministerstwa rolnictwa rejestr rodowodów (uznawanych za dokumenty urzędowe), organizuje wystawy psów rasowych i inne przedsięwzięcia.
Na zasadzie wzajemności CKC uznaje rodowody psów z krajów członkowskich FCI oraz z AKC. Reprezentuje Kanadę jako państwo patronackie dla rasy nowofundland. 